# ГЕС Première-Chute
ГЕС Première-Chute — гідроелектростанція у канадській провінції Квебек. Знаходячись між ГЕС Rapides-des-Îles (вище по течії) та ГЕС Otto Holden, входить до складу каскаду на Оттаві, яка впадає ліворуч до річки Святого Лаврентія (дренує Великі озера).
У межах проекту річку перекрили бетонною гравітаційною греблею висотою 38 метрів та довжиною 283 метри, яка утримує водосховище з площею поверхні 2,5 км2 та об'ємом 8,2 млн м3.
Пригреблевий машинний зал у 1968—1975 роках обладнали чотирма гідроагрегатами, які використовують напір у 22,3 метра. На початок 2000-х їхня загальна потужність рахувалась як 124 МВт, а у другій половині 2010-х — вже як 131 МВт.